# Armeeabteilung Fretter-Pico
Die Armeeabteilung Fretter-Pico war ein deutscher Großverband im Zweiten Weltkrieg, der im Frühjahr 1943 kurzfristig am Südabschnitt der Ostfront eingesetzt wurde. 

## Geschichte
Der Verband wurde Ende Dezember 1942 aus dem Generalkommando des XXX. Armeekorps zum Einsatz bei der Heeresgruppe B unter dem Befehl von Generaloberst Maximilian von Weichs an der Ostfront aufgestellt, um die nach dem sowjetischen Durchbruch am mittleren Don (16. und 17. Dezember 1942) und der Zerschlagung der italienischen 8. Armee entstandene Lücke zwischen den Heeresgruppen B und Don zu schließen. 
Die neu formierte Armeeabteilung Fretter-Pico wurde nach ihrem Kommandierenden General und dem General der Artillerie, Maximilian Fretter-Pico, benannt, der sie von der Aufstellung bis zur Auflösung führte. Die Armeeabteilung operierte zwischen den Resten der italienische 8. Armee und der Armeeabteilung Hollidt. 
Anfang Januar 1943 begann der deutsche Rückzug über Millerowo hinter den Donez bei Woroschilowgrad. Bis Mitte Januar war die zugeteilte 3. Gebirgs-Division und mehrere Alarmeinheiten, dazu italienische Arbeitsbataillone im Raum Millerowo eingeschlossen worden. Bis zum 21. Januar  folgten Rückzugskämpfe gegenüber sowjetischen Kräften zum Donez. Aus Frankreich kam die vorher als Küstenschutz eingesetzte 304. Infanterie-Division heran, die noch keine Erfahrung an der Ostfront hatte und deren Ausladung in Woroschilowgrad erfolgte. Die italienische Division "Ravenna", welche dort die Deckung am Donez führte, hatte die 304. Division zu unterstützen. Am linken Flügel sicherte die neu zugeführte 335. Infanterie-Division die Donez-Linie bis nördlich von Perwomaisk. Ab dem 23. Januar war der Verband der Heeresgruppe Don unter dem Kommando von Generalfeldmarschall Erich von Manstein unterstellt. 
Am 29. Januar begann in der Woroschilowgrader Operation die Großoffensive der sowjetischen 1. und 3. Gardearmee auf Kamensk-Schachtinski mit zwei Schützenkorps und vier Panzerkorps. Ein Einbruch bei der 304. Infanterie-Division ließ die Donez-Linie einstürzen, sowjetische Truppen konnten den Donez-Brückenkopf bei Woroschilowgrad großräumig erweitern. Die Auflösung des Verbandes erfolgte am 3. Februar 1943 nach der Befehlsübernahme durch die 1. Panzerarmee, also einen Tag nach der Kapitulation in der Schlacht von Stalingrad, wobei die unterstellten Einheiten wieder in das XXX. Armeekorps eingegliedert wurden, das der 1. Panzerarmee unterstellt wurde.